# Sint-Catharina en Sint-Corneliuskerk

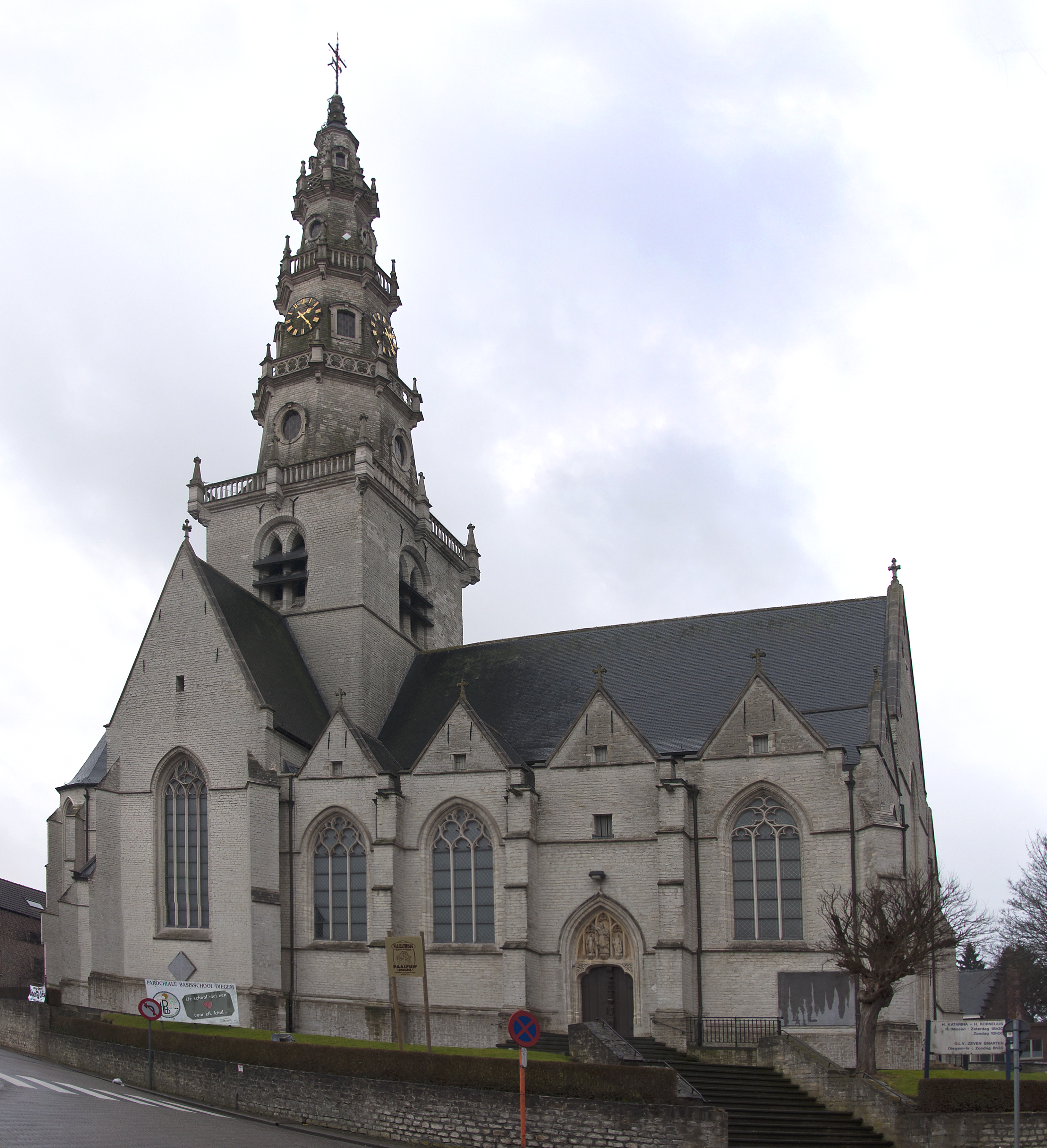
De Sint-Catharina en Sint-Corneliuskerk

De Sint-Catharina en Sint-Corneliuskerk is een kerk in de Belgische deelgemeente Diegem. De kerk was in het ver verleden een bekend bedevaartsoord voor de verering van Sint-Cornelius, een paus uit de 3e eeuw en martelaar. Hij was de eerste patroonheilige van de parochie. Hij werd aangeroepen om mensen te sparen of te genezen van jicht, epilepsie, stuipen en kinkhoest.
De heilige Catharina van Alexandrië verdrong hem als patroonheilige vanaf 1615. Het is mogelijk dat dit gebeurde onder invloed van Catharina Oudart, een plaatselijke adellijke dame die in 1629 overleed. Cornelius bleef populair zodat hij vanaf 1751 naast Catharina wordt vermeld.

## Bouwgeschiedenis
In 1379 wordt een oudere kerk in een document vermeld. Het oudste gedeelte van de huidige kerk, opgetrokken in lokale zandsteen, is de onderbouw van de vieringtoren, gebouwd tussen 1400 en 1450. Ze is gebouwd in de vorm van een Latijns kruis met driebeukig schip van vier traveeën. In de kerk zijn op zuilen zestiende-eeuwse frescoschilderingen van apostelfiguren ontdekt.

## De toren van de kerk
De opvallende kerktoren imiteert de drie kronen van een tiara, het plechtstatige hoofddeksel van een paus en herinnert hierdoor aan Cornelius. De oculi en segmentboogvensters verbeelden de juwelen van de tiara. De stenen torenspits werd in 1654 opgetrokken door de Brusselse ingenieur en architect Petrus Paulus Mercx. Twintig jaar later metselde men de zuidelijke toegangsdeur dicht en in 1775 werd dit portaal omgevormd tot doopkapel met aan de westzijde een "kippenhok" voor de traditionele offerande van levend kleinvee. 
In 1943 werd de kerktoren afgebroken op last van de Duitse bezetter omdat hij het vliegverkeer van en naar de Vliegbasis Melsbroek hinderde. In 1950-51 volgde de wederopbouw.